# رقم بينانت

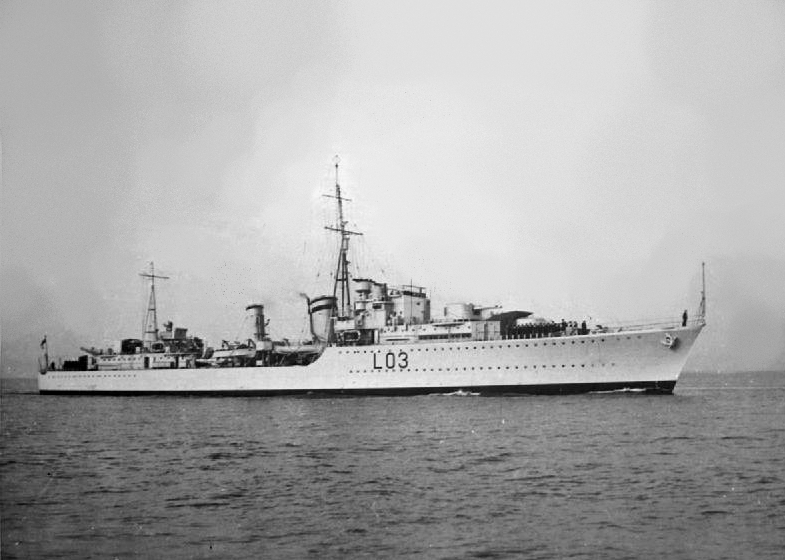

في البحرية الملكية وغيرها من أساطيل أوروبا ودول الكومنولث، يتم التعرف على السفن برقم الراية. تاريخياً، كانت السفن البحرية ترفع علمًا يحدد الأسيطيل أو نوعً السفينة.

## نظم البحرية الملكية
استخدمت البحرية الملكية لأول مرة لتمييز سفنها في عام 1661. 
واعتمد نظام الترقيم قبل الحرب العالمية الأولى للتمييز بين السفن مع واحدة أو متشابهة الأسماء، للحد من حجم وتحسين أمن الاتصالات، ومساعدة الاعتراف عندما سفن من نفس الفئة هي معا. تقليديا، تم الإبلاغ عن رقم قلادة مع توقف كامل "." بين العلم الأعلى أو الأدنى والعدد، على الرغم من أن هذه الممارسة قد تم إسقاطها تدريجياً، إلا أن الصور بين الحربين بعد حوالي عام 1924 لا تميل إلى التوقف الكامل على الهيكل. تم استخدام النظام في جميع أنحاء بحرية الإمبراطورية البريطانية بحيث يمكن نقل سفينة من البحرية إلى أخرى دون تغيير رقم قلادة.

### عصابات أسطول

#### الحرب العالمية الثانية
- أسطول المدمرات الأول (البحر الأبيض المتوسط) -
- أسطول المدمرات الثاني (البحر الأبيض المتوسط) -
- أسطول المدمرات الثالث (البحر الأبيض المتوسط) -
- أسطول المدمرات الرابع (البحر الأبيض المتوسط) -
- المدمرة الخامسة أسطول البحر المتوسط -
- أسطول المدمرات الخامس (البحر الأبيض المتوسط) -
- أسطول المدمرات السادس (في أرض الوطن) -
- أسطول المدمرات السابع (في أرض الوطن) -
- أسطول المدمرات الثامن (في أرض الوطن) -
- أسطول المدمرات التاسع (في أرض الوطن) -
- أسطول المدمرات العاشر (في أرض الوطن) -
- أسطول المدمرات الحادي عشر (الجهة الغربية) -
- أسطول المدمرات الثاني عشر (روسيث) -
- أسطول المدمرات الثالث عشر (جبل طارق) -
- أسطول المدمرات الرابع عشر (في رض الوطن) -
- أسطول المدمرات الخامس عشر (روسيث) -
- أسطول المدمرات السادس عشر (بورتسموث) -
- أسطول المدمرات السابع عشر (الجهة الغربية) -
- أسطول المدمرات الثامن عشر (بحر المانش) -
- أسطول المدمرات التاسع عشر (دوفر) -
- أسطول المدمرات العشرون (بورتسموث) -
- أسطول المدمرات الواحد والعشرون (محطة الصين) -

## أرقام الرايات الدولية
تشمل الدول المشاركة، بنطاقات الأرقام المخصصة لها،:

## روابط خارجية
- "أرقام البحرية البريطانية بينانت" naval-history.net